# Holmträsk, Piteå kommun
För sjöar och orter med snarlika namn, se: Holmträsket
Holmträsk är en småort i Norrfjärdens socken i Piteå kommun, Norrbottens län. Under 2017 lade Skanova ner det kopparbaserade telenätet på orten.